# Utagawa Yoshitsuya

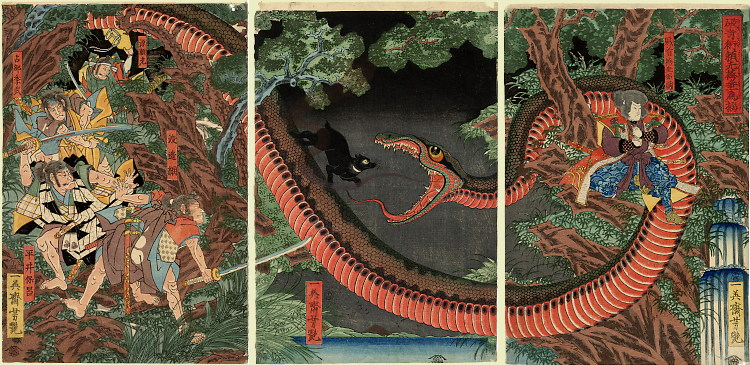
Batalla entre Minamoto no Yorimitsu con sus hombres contra el jefe de los ladrones Hakamadare no Mochisuke, quien es ayudado por una serpiente gigante (tríptico).

Utagawa Yoshitsuya ( 歌川芳艶?, 22 de febrero de 1822-2 de agosto de 1866), también conocido como Koko Yoshitsuya (甲胡芳艶) y como Ichieisai Yoshitsuya (一英斎芳艶), fue un diseñador de ukiyo-e (grabados en madera japoneses).
Fue discípulo de Utagawa Kuniyoshi y, al igual que su maestro, es más conocido por sus grabados en madera de guerreros. Yoshitsuya también produjo muchos anuncios y diseños para tatuajes. Entre los estudiantes que trabajaron con Yoshitsuya se encuentran Utagawa Kazutoyo (activo c. 1862-1870), Utagawa Yoshitoyo II (activo c. 1862-1877) y Yoshitsuya II (activo c. 1870).  

## Galería
| |
| Nii no Ama rescatando a un joven emperador Antoku de un dragón, en un grabado de Yoshitsuya Ichieisai. |

|                                   |
| Ryūōmaru enfrentando a un dragón. |

| |
| Batalla de magia entre el bandido jefe de Hakamadare no Mochisuke que se transforma en un ave de rapiña y Kidomaru que se transforma en una serpiente gigante (tríptico). |

|                                                                                |
| Minamoto no Yorimitsu exorciza al espíritu maligno del Monte Oyama (tríptico). |

| |
| La princesa Shiranui lucha contra el mal en Sotoku. Tríptico de la serie de diez héroes de la Tametomo. |